# Francisco I. Madero, Solosuchiapa
Francisco I. Madero är en ort i Mexiko.   Den ligger i kommunen Solosuchiapa och delstaten Chiapas, i den sydöstra delen av landet, 700 km öster om huvudstaden Mexico City. Francisco I. Madero ligger 608 meter över havet och antalet invånare är 441.
Terrängen runt Francisco I. Madero är bergig västerut, men österut är den kuperad. Francisco I. Madero ligger nere i en dal. Runt Francisco I. Madero är det ganska tätbefolkat, med 72 invånare per kvadratkilometer. Närmaste större samhälle är Ixhuatán, 2,8 km sydväst om Francisco I. Madero. I omgivningarna runt Francisco I. Madero växer i huvudsak städsegrön lövskog.